# سن والنتینو توریو
سن والنتینو توریو (به ایتالیایی: San Valentino Torio) یک منطقهٔ مسکونی در ایتالیا است که در استان سالرنو واقع شده‌است.

## خصوصیات
سن والنتینو توریو ۹ کیلومترمربع مساحت و ۱۰٬۳۱۳ نفر جمعیت دارد و ۲۲ متر بالاتر از سطح دریا واقع شده‌است.